# De Dion-Bouton Type H
Der De Dion-Bouton Type H ist ein Personenkraftwagen aus der Anfangszeit des 20. Jahrhunderts. Hersteller war De Dion-Bouton aus Frankreich.

## Beschreibung
Das Unternehmen entwickelte 1901 sowohl dieses Fahrzeug als auch den ähnlich konzipierten Type I. Sie sollten die Baureihe Vis-à-Vis mit Heckmotor ablösen. Eine Quelle gibt den Sommer 1901 an. Das ist soweit stimmig. Der Hersteller vergab die Typenbezeichnungen chronologisch alphabetisch. Der Type G erzielt seine Zulassung am 26. November 1900 und der Type J am 28. November 1901.
Der Hersteller wich von seiner bisherigen Konstruktion ab und montierte den Ottomotor vorne im Fahrgestell. Damit sahen die Fahrzeuge mehr wie normale Autos aus, was damals vielen Kunden wichtig war. Der Nachteil war, dass der Raum oberhalb des Motors nicht nutzbar war. Ein De-Dion-Bouton-Einzylindermotor trieb die Hinterachse an.
Eine Quelle gibt 870 cm³ Hubraum und 8 PS Leistung an. Dabei muss es sich um den Motor handeln, der 100 mm Bohrung, 110 mm Hub und rechnerisch 864 cm³ Hubraum hat.
Der Autor Mortimer-Mégret gibt an, dass sich das Modell deutlich von den folgenden Serienmodellen unterschied. Die Lenksäule soll senkrecht angeordnet gewesen sein. Außerdem war eine Ölpumpe für die Ölzufuhr des Motors montiert.
Soweit bekannt, entstanden vier Fahrzeuge.
In der Cité de l’Automobile in Mülhausen ist ein ausgestelltes Fahrzeug als Type H beschrieben. Allerdings ist die Lenksäule schräg. Es hat eine zweisitzige Phaetonkarosserie. Auffallend sind die Windschutzscheibe und das Verdeck. Der Kühlergrill ist wie bei späteren Modellen unterhalb der Motorhaube und vor der Vorderachse angebracht.
Nachfolger wurde der Type K, der am 1. Februar 1902 seine nationale Zulassung erhielt.